# Poker Masters 2018

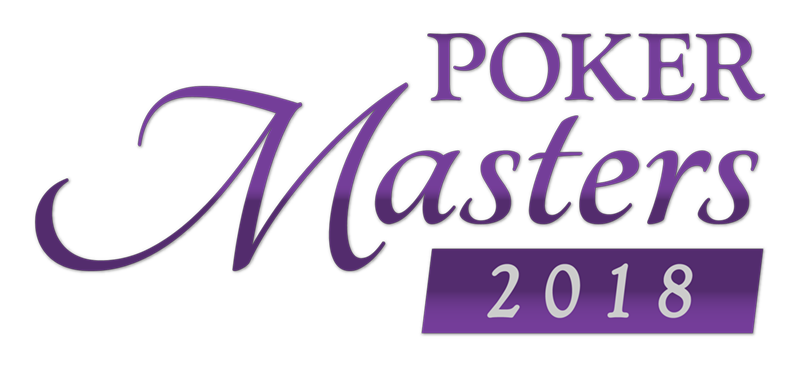
Logo der Poker Masters 2018

Die Poker Masters 2018 waren die zweite Austragung dieser Pokerturnierserie und wurden von Poker Central veranstaltet. Die sieben High-Roller-Turniere mit Buy-ins von mindestens 10.000 US-Dollar wurden vom 7. bis 15. September 2018 im PokerGO Studio im Aria Resort & Casino in Paradise am Las Vegas Strip ausgespielt.

## Struktur

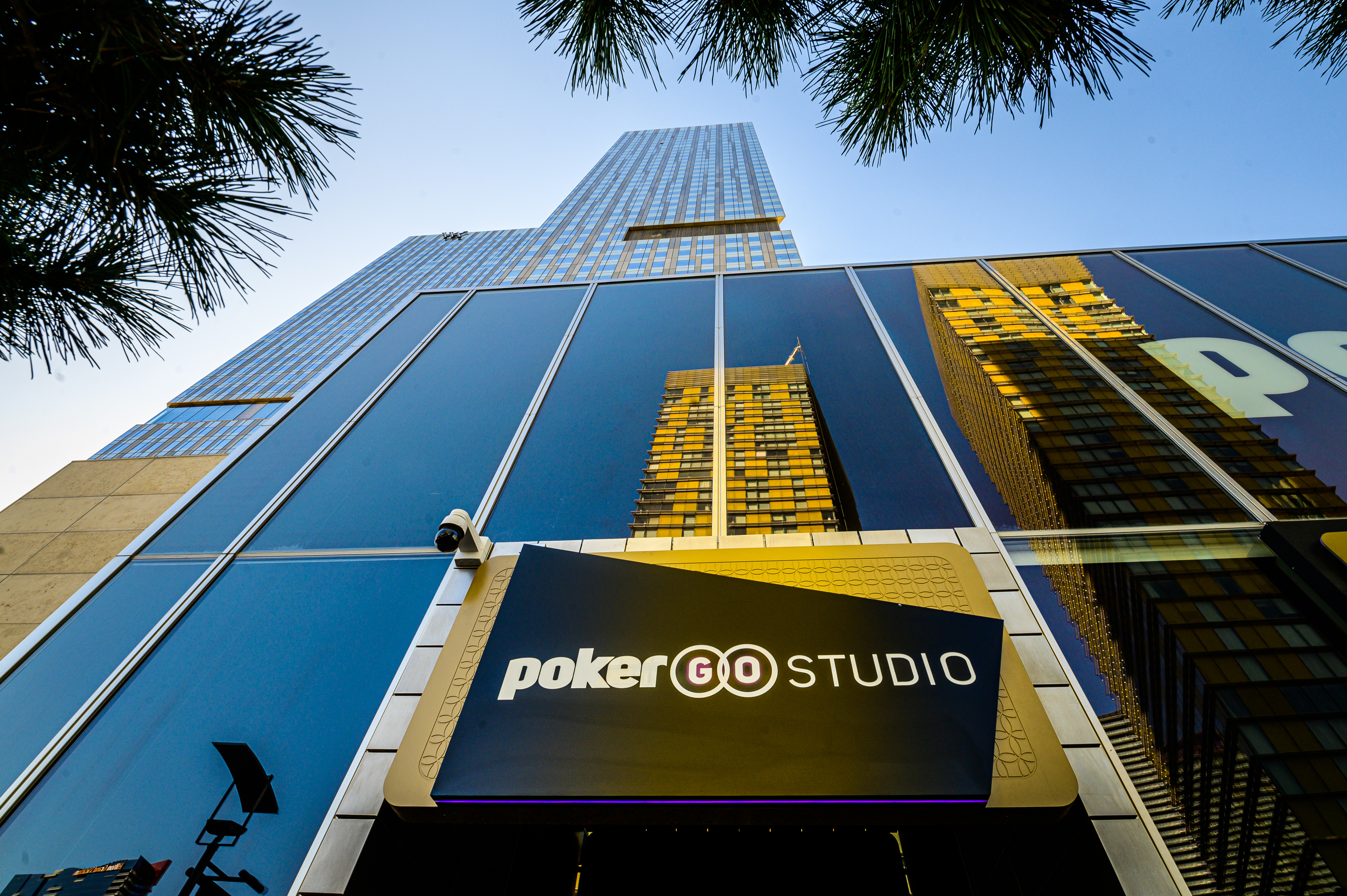
Das PokerGO Studio im Aria Resort & Casino (2019)

Sechs der sieben Turniere wurden in der Variante No Limit Hold’em ausgetragen, wobei eines mit Short Deck gespielt wurde. Das dritte Event war in Pot Limit Omaha und neben dem einmal jährlich bei der World Series of Poker angebotenen Pot-Limit Omaha High Roller das teuerste Turnier dieser Variante. Die Turniergebühr musste nicht gezahlt werden, wenn man sich zu einem Event zu Turnierbeginn eingekauft hatte. Aufgrund des hohen Buy-ins waren bei den Turnieren lediglich die weltbesten Pokerspieler sowie reiche Geschäftsmänner anzutreffen. Die ersten sechs Events waren jeweils auf zwei Tage ausgelegt und ermöglichten jedem Spieler zwei Re-Entries. Alle Turniere wurden mit einer 30-sekündigen Shotclock gespielt, was bedeutet, dass jedem Spieler bei seinen Aktionen immer nur 30 Sekunden Zeit zur Verfügung standen. Alle Events wurden von der kostenpflichtigen Onlineplattform PokerGO übertragen. Almedin Imširović sammelte über alle Turniere hinweg die meisten Punkte und erhielt daher ein violettes Sakko, das sogenannte Poker Masters Purple Jacket™.

## Turniere

### Übersicht
| # | Turnierbeginn | Buy-in (in $) | Gebühr (in $) | Variante                    | Teilnehmer | Sieger            | Herkunft                | Preisgeld (in $) |
| - | ------------- | ------------- | ------------- | --------------------------- | ---------- | ----------------- | ----------------------- | ---------------- |
| 1 | 7. Sep. 2018  | 010.000       | 0500          | No Limit Hold’em            | 69         | David Peters      | Vereinigte Staaten      | 0.193.200        |
| 2 | 8. Sep. 2018  | 025.000       | 1000          | No Limit Hold’em            | 50         | Brandon Adams     | Vereinigte Staaten      | 0.400.000        |
| 3 | 9. Sep. 2018  | 025.000       | 1000          | Pot Limit Omaha             | 37         | Keith Lehr        | Vereinigte Staaten      | 0.333.000        |
| 4 | 10. Sep. 2018 | 010.000       | 0500          | No Limit Hold’em Short Deck | 55         | Isaac Haxton      | Vereinigte Staaten      | 0.176.000        |
| 5 | 11. Sep. 2018 | 025.000       | 1000          | No Limit Hold’em            | 66         | Almedin Imširović | Bosnien und Herzegowina | 0.462.000        |
| 6 | 12. Sep. 2018 | 050.000       | 2000          | No Limit Hold’em            | 47         | Almedin Imširović | Bosnien und Herzegowina | 0.799.000        |
| 7 | 13. Sep. 2018 | 100.000       | 3000          | No Limit Hold’em            | 25         | David Peters      | Vereinigte Staaten      | 1.150.000        |

### #1 – No Limit Hold’em

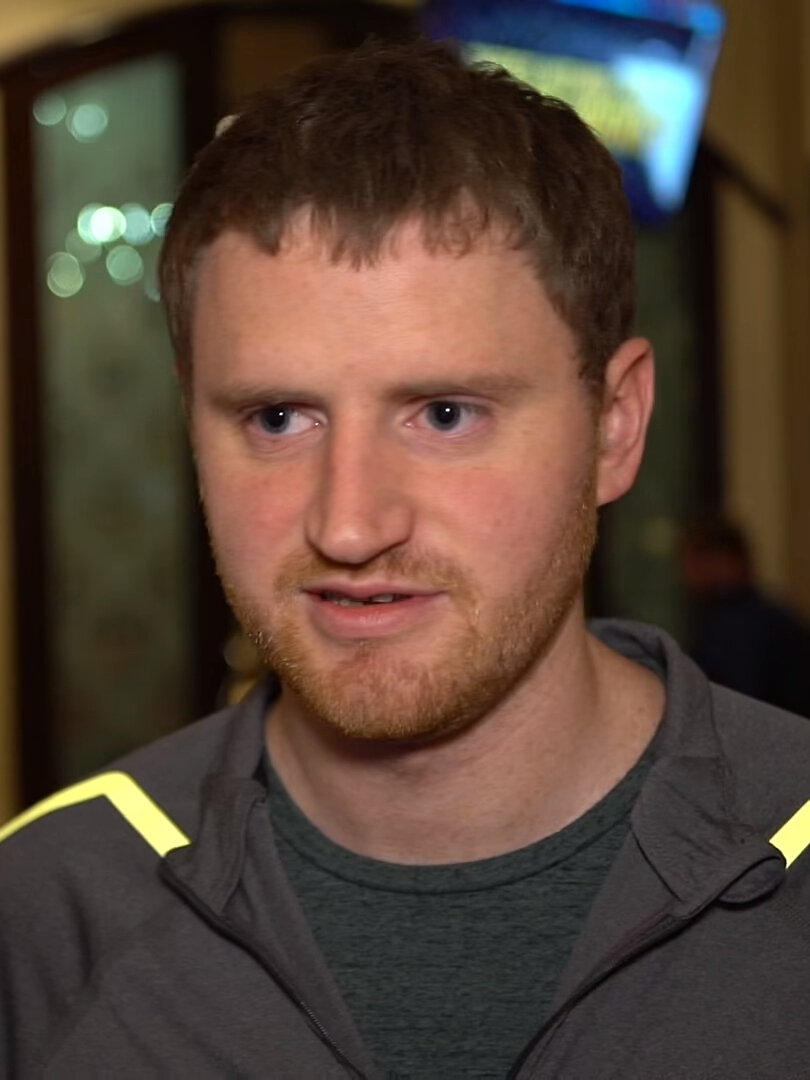
David Peters (2018)

Das erste Event begann am 7. September 2018. 69 Teilnehmer zahlten den Buy-in von 10.000 US-Dollar.
| Platz | Herkunft                | Spieler           | Preisgeld (in $) | Punkte |
| ----- | ----------------------- | ----------------- | ---------------- | ------ |
| 1     | Vereinigte Staaten      | David Peters      | 193.200          | 300    |
| 2     | Vereinigte Staaten      | Brian Green       | 138.000          | 210    |
| 3     | Deutschland             | Rainer Kempe      | 089.700          | 150    |
| 4     | Vereinigte Staaten      | Brandon Adams     | 069.000          | 120    |
| 5     | Vereinigte Staaten      | Lance Garcia      | 055.200          | 090    |
| 6     | Vereinigte Staaten      | Isaac Haxton      | 041.400          | 060    |
| 7     | Vereinigte Staaten      | David Eldridge    | 034.500          | 060    |
| 8     | Bosnien und Herzegowina | Almedin Imširović | 027.600          | 060    |
| 9     | Vereinigte Staaten      | Cary Katz         | 020.700          | 060    |
| 10    | Osterreich              | Matthias Eibinger | 020.700          | 060    |

### #2 – No Limit Hold’em
Das zweite Event begann am 8. September 2018. 50 Teilnehmer zahlten den Buy-in von 25.000 US-Dollar.
| Platz | Herkunft           | Spieler         | Preisgeld (in $) | Punkte |
| ----- | ------------------ | --------------- | ---------------- | ------ |
| 1     | Vereinigte Staaten | Brandon Adams   | 400.000          | 300    |
| 2     | Vereinigte Staaten | Jared Jaffee    | 262.000          | 210    |
| 3     | Vereinigte Staaten | Jake Schindler  | 175.000          | 150    |
| 4     | Vereinigte Staaten | Bill Klein      | 125.000          | 120    |
| 5     | Vereinigte Staaten | Jason Koon      | 100.000          | 090    |
| 6     | Kanada             | Daniel Negreanu | 075.000          | 060    |
| 7     | Deutschland        | Dominik Nitsche | 062.500          | 060    |
| 8     | Vereinigte Staaten | Cary Katz       | 050.000          | 060    |

### #3 – Pot Limit Omaha
Das dritte Event begann am 9. September 2018 und wurde in Pot Limit Omaha gespielt. 37 Teilnehmer zahlten den Buy-in von 25.000 US-Dollar.
| Platz | Herkunft           | Spieler       | Preisgeld (in $) | Punkte |
| ----- | ------------------ | ------------- | ---------------- | ------ |
| 1     | Vereinigte Staaten | Keith Lehr    | 333.000          | 300    |
| 2     | Vereinigte Staaten | Jonathan Depa | 222.000          | 210    |
| 3     | Vereinigte Staaten | Ben Yu        | 148.000          | 150    |
| 4     | Vereinigte Staaten | Isaac Haxton  | 092.500          | 120    |
| 5     | Vereinigte Staaten | Brandon Adams | 074.000          | 090    |
| 6     | Vereinigte Staaten | Dan Shak      | 055.500          | 060    |

### #4 – No Limit Hold’em Short Deck

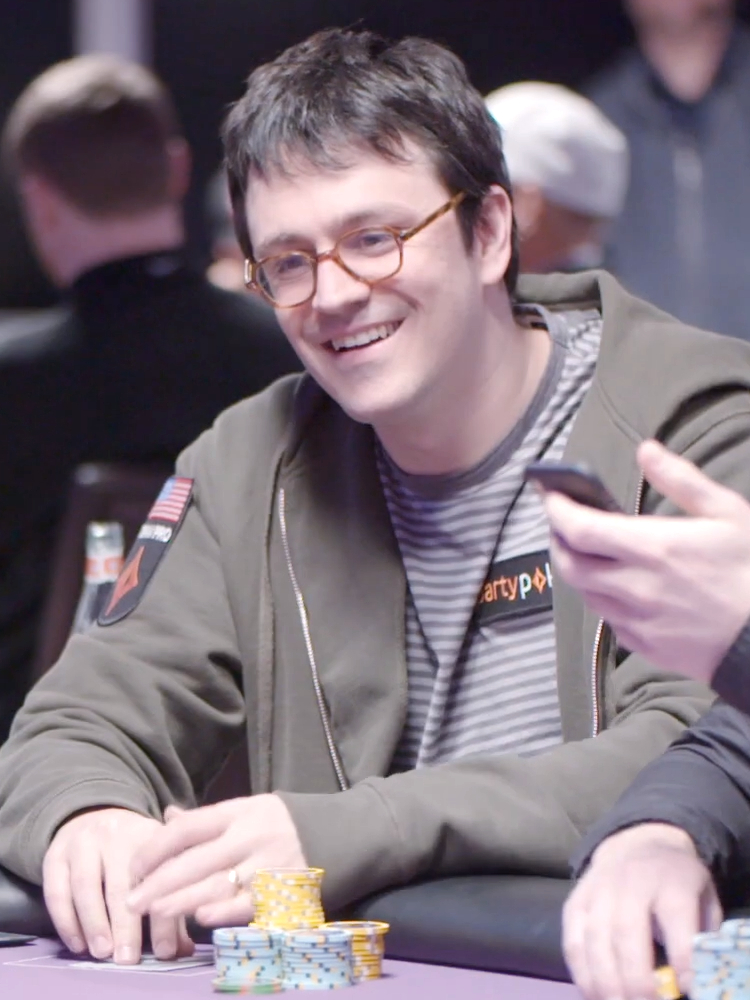
Isaac Haxton (2018)

Das vierte Event begann am 10. September 2018 und wurde in No Limit Hold’em Short Deck gespielt. 55 Teilnehmer zahlten den Buy-in von 10.000 US-Dollar.
| Platz | Herkunft           | Spieler         | Preisgeld (in $) | Punkte |
| ----- | ------------------ | --------------- | ---------------- | ------ |
| 1     | Vereinigte Staaten | Isaac Haxton    | 176.000          | 300    |
| 2     | Vereinigte Staaten | Maurice Hawkins | 115.500          | 210    |
| 3     | Vereinigte Staaten | Ryan Tosoc      | 077.000          | 150    |
| 4     | Vereinigte Staaten | Andrew Robl     | 055.000          | 120    |
| 5     | Vereinigte Staaten | Cary Katz       | 044.000          | 090    |
| 6     | Deutschland        | Dominik Nitsche | 033.000          | 060    |
| 7     | Vereinigte Staaten | Jonathan Depa   | 027.500          | 060    |
| 8     | Vereinigte Staaten | Jason Koon      | 022.000          | 060    |

### #5 – No Limit Hold’em
Das fünfte Event begann am 11. September 2018. 66 Teilnehmer zahlten den Buy-in von 25.000 US-Dollar.
| Platz | Herkunft                | Spieler           | Preisgeld (in $) | Punkte |
| ----- | ----------------------- | ----------------- | ---------------- | ------ |
| 1     | Bosnien und Herzegowina | Almedin Imširović | 462.000          | 300    |
| 2     | Vereinigte Staaten      | Ben Yu            | 330.000          | 210    |
| 3     | Vereinigte Staaten      | Brian Rast        | 214.500          | 150    |
| 4     | Vereinigte Staaten      | Jake Schindler    | 165.000          | 120    |
| 5     | Vereinigte Staaten      | Jason Koon        | 132.000          | 090    |
| 6     | Kanada                  | Daniel Negreanu   | 099.000          | 060    |
| 7     | Vereinigte Staaten      | Elio Fox          | 082.500          | 060    |
| 8     | Vereinigte Staaten      | Dan Shak          | 066.000          | 060    |
| 9     | Vereinigte Staaten      | Bryn Kenney       | 049.500          | 060    |
| 10    | Vereinigte Staaten      | Dan Smith         | 049.500          | 060    |

### #6 – No Limit Hold’em
Das sechste Event begann am 12. September 2018. 47 Teilnehmer zahlten den Buy-in von 50.000 US-Dollar.
| Platz | Herkunft                | Spieler           | Preisgeld (in $) | Punkte |
| ----- | ----------------------- | ----------------- | ---------------- | ------ |
| 1     | Bosnien und Herzegowina | Almedin Imširović | 799.000          | 300    |
| 2     | Deutschland             | Koray Aldemir     | 517.000          | 210    |
| 3     | Vereinigte Staaten      | Seth Davies       | 352.500          | 150    |
| 4     | Vereinigte Staaten      | Jake Schindler    | 235.000          | 120    |
| 5     | Vereinigte Staaten      | Sam Soverel       | 188.000          | 090    |
| 6     | Vereinigte Staaten      | Justin Bonomo     | 141.000          | 060    |
| 7     | Vereinigte Staaten      | Bryn Kenney       | 117.500          | 060    |

### #7 – No Limit Hold’em
Das Main Event begann am 13. September 2018 und kostete 100.000 US-Dollar. Am ersten Turniertag meldeten sich 15 Spieler an und David Peters führte das Feld der verbliebenen acht Spieler an. Am zweiten Turniertag schloss die Registrierungsphase mit 25 Anmeldungen.
| Platz | Herkunft           | Spieler       | Preisgeld (in $) | Punkte |
| ----- | ------------------ | ------------- | ---------------- | ------ |
| 1     | Vereinigte Staaten | David Peters  | 1.150.000        | 350    |
| 2     | Vereinigte Staaten | Dan Smith     | 0.700.000        | 245    |
| 3     | Deutschland        | Koray Aldemir | 0.400.000        | 175    |
| 4     | Vereinigte Staaten | Bryn Kenney   | 0.250.000        | 140    |

## Purple Jacket

### Punktesystem
Anders als im Vorjahr, als der Gewinner des Purple Jacket allein durch das in den Turnieren gewonnene Preisgeld ermittelt worden war, wurde für diese Austragung ein Punktesystem eingeführt, so dass jeder Spieler, der bei einem der sieben Turniere in den Preisrängen landete, zusätzlich zum Preisgeld Punkte sammelte. Diese verteilten sich wie folgt:
| Platz | Turniere 1–6 | Main Event |
| ----- | ------------ | ---------- |
| 1     | 300          | 350        |
| 2     | 210          | 245        |
| 3     | 150          | 175        |
| 4     | 120          | 140        |
| 5     | 090          | 105        |
| +6+   | 060          | 070        |

### Endstand

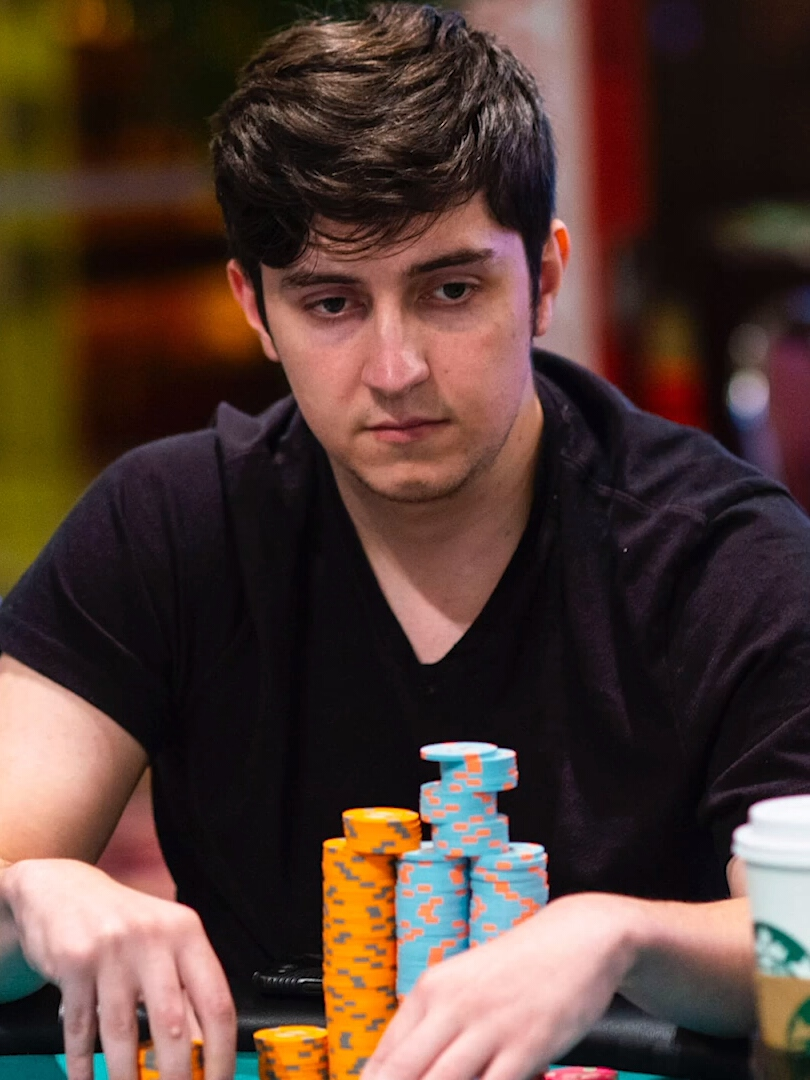
Almedin Imširović (2018)

Sieger Almedin Imširović kam bei drei der sieben Events in die Geldränge und kassierte aufgrund seiner Siege im fünften und sechsten Event Preisgelder von knapp 1,3 Millionen US-Dollar.
| Platz | Herkunft                | Spieler           | Punkte | Preisgeld (in $) | Cashes | Siege |
| ----- | ----------------------- | ----------------- | ------ | ---------------- | ------ | ----- |
| 1     | Bosnien und Herzegowina | Almedin Imširović | 660    | 1.288.600        | 3      | 2     |
| 2     | Vereinigte Staaten      | David Peters      | 650    | 1.343.200        | 2      | 2     |
| 3     | Vereinigte Staaten      | Brandon Adams     | 510    | 0.543.000        | 3      | 1     |
| 4     | Vereinigte Staaten      | Isaac Haxton      | 480    | 0.309.900        | 3      | 1     |
| 5     | Vereinigte Staaten      | Jake Schindler    | 390    | 0.575.000        | 3      | 0     |
| 6     | Deutschland             | Koray Aldemir     | 385    | 0.917.000        | 2      | 0     |
| 7     | Vereinigte Staaten      | Ben Yu            | 360    | 0.478.000        | 2      | 0     |
| 8     | Vereinigte Staaten      | Dan Smith         | 305    | 0.749.500        | 2      | 0     |
| 9     | Vereinigte Staaten      | Keith Lehr        | 300    | 0.333.000        | 1      | 1     |
| 10    | Vereinigte Staaten      | Jonathan Depa     | 270    | 0.249.500        | 2      | 0     |